# クラスネ (リヴィウ州ゾーロチウ地区)
クラスネ (ウクライナ語: Красне) は ウクライナの リヴィウ州・ゾーロチウ地区にある都市型集落である。集落は リヴィウの東に位置し、西ブフ川の右支川であるポルタバ川左岸に位置する。
クラスネ集落フロマーダ、ウクライナのフロマーダの一つ、の行政中心地である。 人口は2021年の推定で6,364人。
2020年7月18日まで、クラスネはビュースク地区（ラヨン）に属していたが、リヴィウ州のラヨンの数を7へ減らした同月の行政区画の改革によって同地区は廃止され、ビュースク地区はゾーロチウ地区へ併合された 。

## 経済

### 交通
リヴィウとキーフをリウネとジトーミル経由で結ぶ高速道路「M06」、及びリヴィウとテルノピリを結ぶ高速道路「M09」が集落を通っている。
クラスネ鉄道駅はリヴィウからの路線がリウネ行きとテルノピリ行きの2路線に分かれる地点で、旅客輸送が行われている。